# Charles-Pierre Colardeau

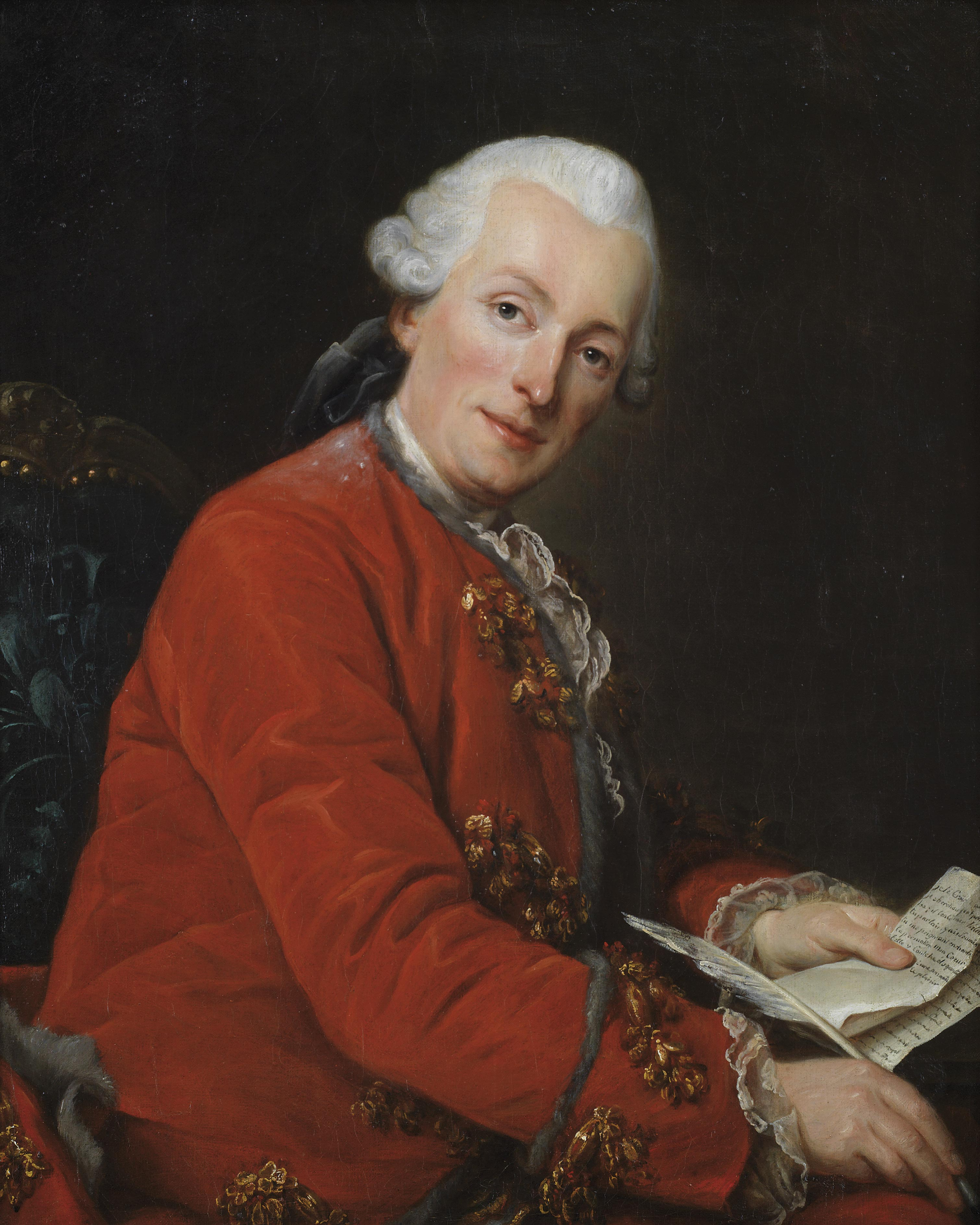
Retrato del poeta Charles-Pierre Colardeau por Guillaume Voiriot, óleo sobre lienzo, 73 x 59,2 cm, Bilbao, Museo de Bellas Artes de Bilbao.

Charles-Pierre Colardeau (Janville, 1732-París, 1776) fue un poeta francés.
Sus obras más célebres, como la imitación de la Carta de Eloisa a Abelardo de Alexander Pope y la traducción de las dos primeras Noches de Edward Young, dan pruebas de sensibilidad prerromántica. A él se debe la popularización del término héröide, tomado de las Heroidas de Ovidio, para referirse a un género de cartas imaginarias de personajes célebres. Sus obras salieron reunidas en dos volúmenes en 1779 con una biografía de Colardeau redactada por Pierre Jabineau de la Voûte. El reducido volumen de su producción se ha atribuido tanto a la mala salud, confirmada por su prematura muerte, como a una proverbial pereza. 

## Biografía
Hijo de Charles Colardeau, encargado del almacén de sal de Janville, y de Jeanne Regnard, quedó huérfano a los trece años. Bajo la tutela de su tío, cura de Pithiviers, continuó con los estudios de humanidades que había comenzado con los jesuitas de Orleans en el colegio de Meung-sur-Loire. Tras estudiar filosofía en el colegio de Beauvais de la Universidad de París obtuvo, gracias a su tío, un puesto de secretario de un procurador en el Parlamento de París, plaza que ocupó con intención de iniciarse en el estudio del derecho. En 1753 se estableció por tal motivo en París, pero por su mala salud hubo de retornar pronto a Pithiviers donde se entregó al cultivo de la poesía, ocupado en la traducción de algunos pasajes de la Biblia y de la redacción de Nicéphore y Astarbé, tragedias inspiradas en las sagradas escrituras y en Las aventuras de Telémaco.
En 1755 retornó a París donde pudo completar su Astarbé, que leyó en los Comédiens-Français en julio de 1756. La buena acogida dispensada a su obra le determinó a abandonar la carrera de derecho para dedicarse exclusivamente a la literatura. Astarbé, sin embargo, no se llegó a estrenar y el atentado de Damiens forzó a Colardeau a retirarla. Entre tanto compuso una imitación de la Carta de Eloisa a Abelardo que obtuvo un éxito inmediato.
Astarbé se representó finalmente en 1758, con buena acogida. El mismo año escribió una héröide titulada Armide à Renaud. Un año más tarde se estrenó su segunda tragedia, Caliste, que tuvo cierto éxito gracias al talento de su intérprete femenina, Mademoiselle Clairon, pero también recibió algunas críticas por lo escabroso de su asunto, una violación. Abordó después una traducción al francés de la Jerusalén liberada de Torcuato Tasso, pero antes de morir destruyó el manuscrito. Tampoco completó una traducción de la Eneida de Virgilio al tener noticia de que el abad Delille trabajaba en el mismo proyecto. En 1762 atrajo la atención del duque de Choiseul por su poema Le Patriotisme, objeto, por otra parte, de una sátira mordaz a la que Colardeau respondió con su Epístola a Minette.
Se estableció de nuevo en Pithiviers en 1766. Allí redactó una comedia en cinco actos en verso, Les perfidies à la mode, que no se llegó a estrenar. A continuación puso en verso las dos primeras partes de las Noches de Young, poco antes traducidas al francés, y en 1772 publicó la adaptación del Temple de Gnide de Montesquieu, que había compuesto diez años antes. En 1774 publicó las que serían sus últimas obras: la carta a  Duhamel de Denainvilliers sobre los encantos de la vida en el campo y el poema Les hommes de Prométhée, en el que describía el nacimiento de los sentimientos amorosos entre los dos primeros seres humanos.
En enero de 1776 fue admitido en la Academia Francesa pero no llegó a leer su discurso de recepción pues murió el 7 de abril de ese mismo año. Las Mémoires secrets de Bachaumont, editadas en Londres en 1784, atribuyen la muerte prematura del escritor a una enfermedad venérea que habría contraído a consecuencia de una relación fugaz con una «cortesana ingrata y pérfida».